# Моро, Жан-Клод (генерал)
Жан-Клод Моро́ (фр. Jean-Claude Moreau; 1755—1828) — французский военный деятель, бригадный генерал (1803 год), барон (1810 год), участник революционных и наполеоновских войн.

## Биография
Начал военную службу 1 сентября 1771 года в возрасте 16 лет солдатом драгунского полка Кюстина. 25 апреля 1773 года покинул его в оплачиваемый отпуск, но уже 8 мая того же года возвратился к службе фузилером Руэргского пехотного полка. 3 сентября 1779 года вновь вышел в отставку.
1 января 1793 года присоединился к 4-му батальону волонтёров департамента Мон-Блан. Принимал участие в кампаниях 1793-95 годов в рядах Армии Восточных Пиренеев. 6 февраля 1793 года стал старшим аджюданом. 8 июня 1793 года избран капитаном, а на следующий день – командиром батальона. В 1794 году 4-й батальон слит путём амальгамы с 15-й временной полубригадой, вошедшей 22 сентября 1796 года в состав 11-й полубригады линейной пехоты. 28 июня 1795 года произведён в полковники и возглавил 11-ю. В 1796 году переведён в Итальянскую армию. 29 октября 1797 года Бонапарт назначил его командиром 14-й полубригады линейной пехоты, с которой отличился в сражении 27 марта 1799 года при Леньяно, где получил огнестрельное ранение в плечо. 8 февраля 1801 года утверждён в чине полковника.
29 августа 1803 года стал бригадным генералом, и возглавил 2-ю бригаду 3-й пехотной дивизии Леграна в лагере Сент-Омер. После выступления дивизии в поход в 1805 году, 27 августа Моро остался в лагере. 20 сентября 1806 года возглавил авангард корпуса Национальной гвардии Севера, а с 8 декабря 1807 года состоял на службе в 24-м военном округе. 3 января 1809 года он поступил в 11-й военный округ и 27 февраля был призван в Итальянскую армию. 15 апреля сражался при Сачиле, 18 апреля под командой генерала Виаля находился при обороне Венеции от австрийских войск эрцгерцога Иоганна, затем участвовал в подавлении восстания в Тироле. 3 апреля 1810 года он принял на себя командование в Анконе.
8 апреля 1811 года он был назначен командующим департамента Вар, а 15 января 1812 года прикомандирован ко 2-му корпусу Великой армии, и возглавил 2-ю бригаду 6-й пехотной дивизии Леграна. Он отличился в нескольких боях и, в частности, при переходе Березины 28 ноября, где был тяжело ранен. 27 октября 1813 года стал командующим департамента Йонна. 22 февраля 1814 года, во время французской кампании, он получил от герцога Тревизо приказ принять под командование город Суасон. Город слабо укреплён и имеет мало войск, но это опытные польские части, и артиллерия хорошо обслуживается. 2 марта 1814 года, когда город подвергся нападению со всех сторон, он задумал уберечь город от штурма и сохранить его гарнизон. После переговоров с генералом фон Бюловым он передал город врагу и отступил к Виллер-Котре со своей артиллерией и багажом. 5 марта Император, узнав о капитуляции Суасона, приказал арестовать его и предать суду военного трибунала. Арестованный и доставленный в Париж, он был заключён в тюрьму аббатства в ожидании суда. Своим спасением он, вероятно, обязан только апрельским событиям 1814 года, и если революция 31 марта спасла ему голову и честь, то тем не менее он был осуждён всей французской армией, которая не сомневалась, что без сдачи Суасона, для армии Блюхера всё было бы кончено, разгром которой должен был привести к отступлению всех сил коалиции.
Он был отправлен в отпуск 7 мая 1814 года. Поступил на службу королю Людовику XVIII. 31 августа 1814 года возглавил департамент Эндр. 15 апреля 1815 года Император оставил его на своем посту. 8 августа 1815 года он был заменён, а 4 сентября ему было разрешено уйти в отставку.
Он умер 9 декабря 1828 года в Ла-Тронше близ Гренобля.

## Родственники
- Тетя Жанна Моро (Jeanne Moreau; ум. 11 апреля 1777), муж Леонард Жаго, сеньор де ла Рибьер и дю Лук (1704—1782; Léonard Jagot de la Ribiere). Дочь Жанна и сын Жан Жаго (1750? — ?), капитан понтонного экипажа Великой армии Наполеона в России 1812 год при командовании генерала барона Жан-Батиста Эбле, попал в плен. Его потомки в России[1][неавторитетный источник].
- Дальний родственник через семью сеньоров Жаго, бригадный генерал Гилберт-Жак Банди де Налеш (Gilbert-Jacques Bandy de Nalèche; 3 апреля 1756 — 20 апреля 1820, Фельтен), барон, французский депутат.

## Воинские звания
- Солдат (1 сентября 1771 года);
- Капитан (8 июня 1793 года);
- Командир батальона (9 июня 1793 года);
- Полковник (28 июня 1795 года);
- Бригадный генерал (29 августа 1803 года).

## Титулы
- Барон Моро и Империи (фр. baron Moreau et de l'Empire; декрет от 15 августа 1809 года, патент подтверждён 3 мая 1810 года в Антверпене)[2][3].

## Награды
Легионер ордена Почётного легиона (11 декабря 1803 года)
 Коммандан ордена Почётного легиона (14 июня 1804 года)
 Кавалер ордена Железной короны (23 декабря 1807 года)
 Великий офицер ордена Почётного легиона (19 марта 1813 года)
 Кавалер Военного ордена Святого Людовика (19 июля 1814 года)